# Lahitte-Toupière
 Lahitte-Toupière  es una comuna y población de Francia, en la región de Mediodía-Pirineos, departamento de Altos Pirineos, en el distrito de Tarbes y cantón de Maubourguet.
Su población en el censo de 1999 era de 184 habitantes.
Está integrada en la Communauté de communes du Val d'Adour.

## Demografía
| 228 | 204 | 198 | 207 | 188 | 184 |
| Para los censos de 1962 a 1999 la población legal corresponde a la población sin duplicidades (Fuente: INSEE [Consultar]) |     |     |     |     |     |